# Palais Trauttmansdorff (Graz)

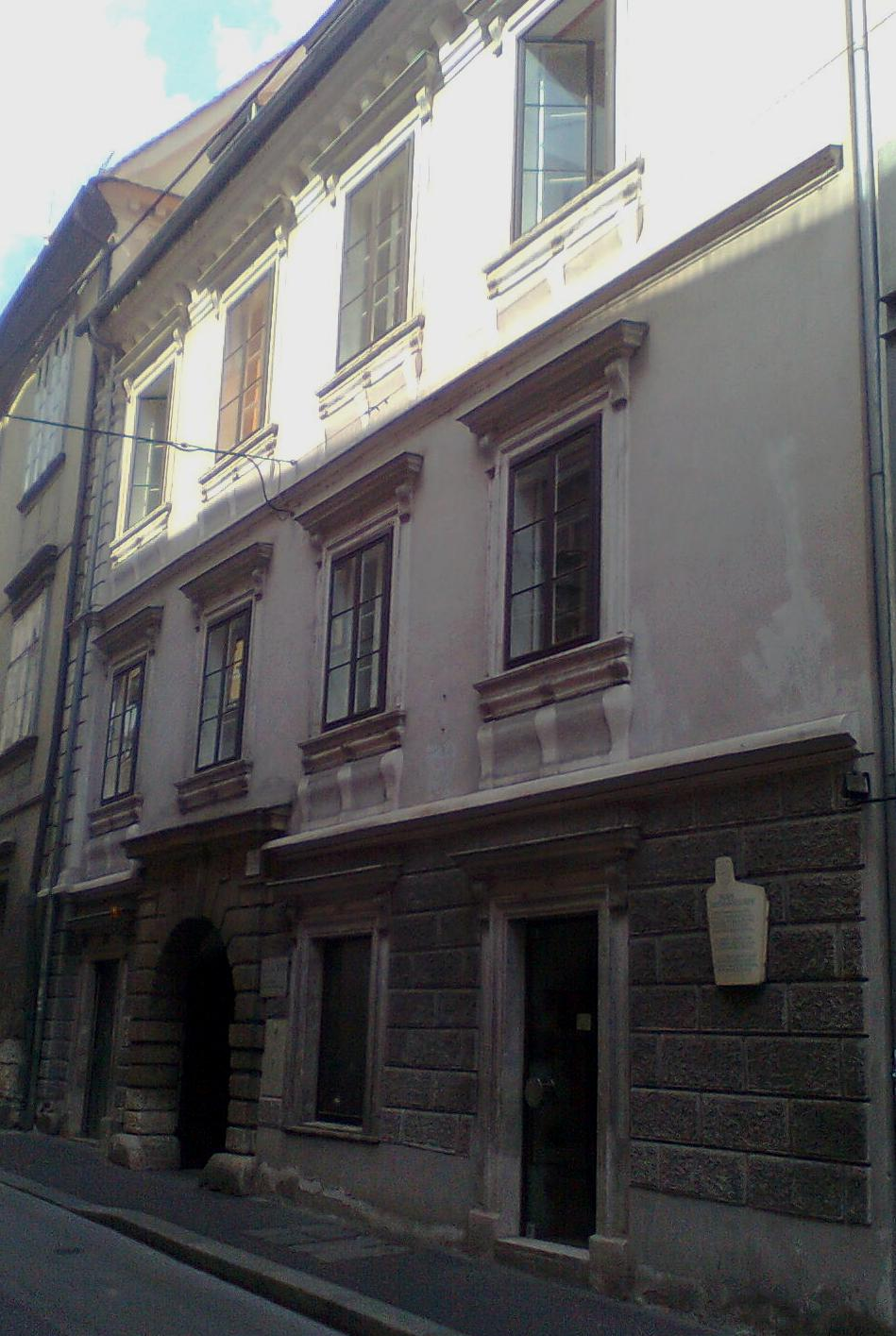
Palais Trauttmansdorff

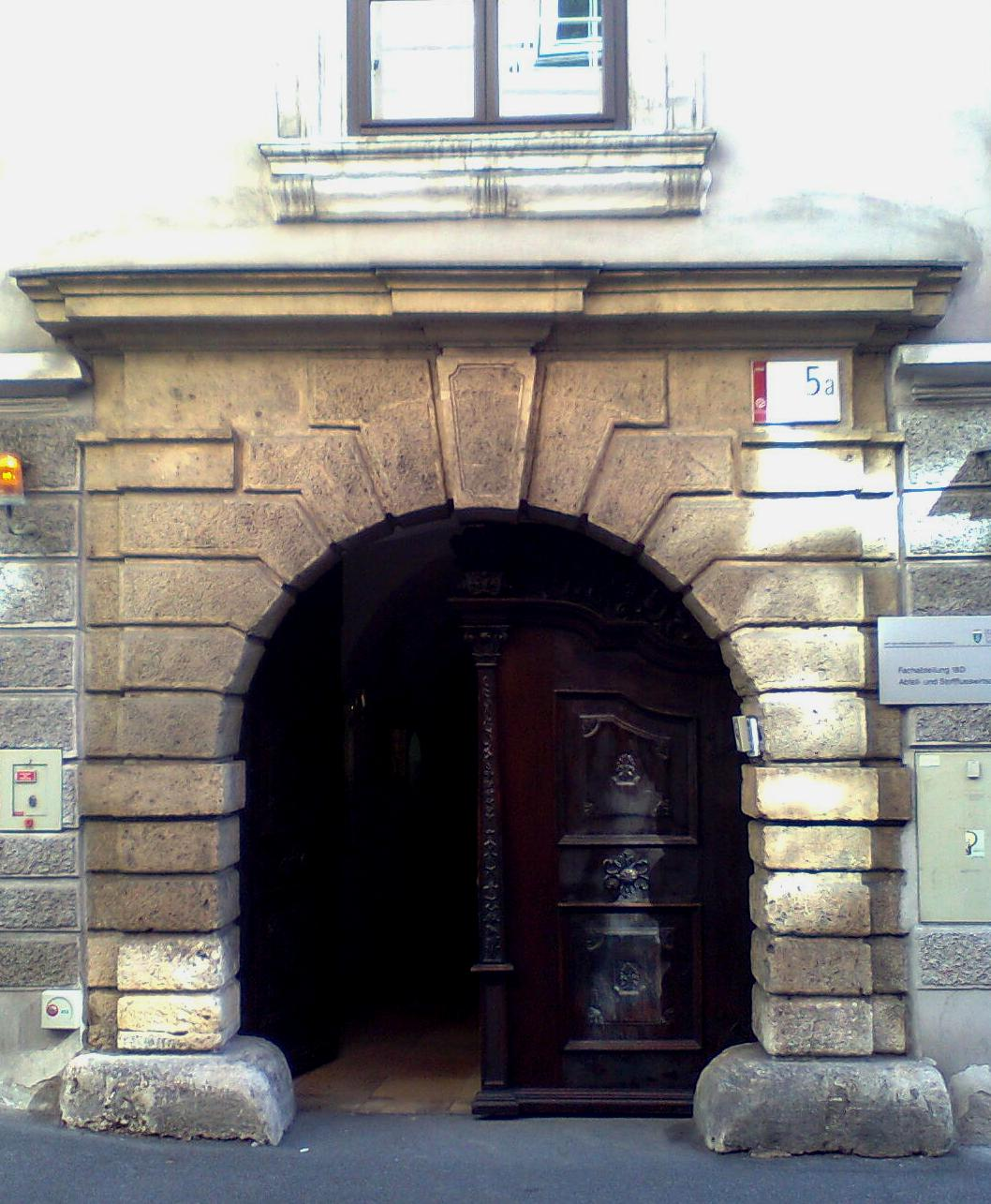
Portal

Das Palais Trauttmansdorff ist ein ehemaliges Grazer Stadtpalais in der Bürgergasse, Burggasse und Trauttmansdorffgasse im Bezirk Innere Stadt.

## Geschichte
Im Jahr 1525 war eines der zwei Häuser in der Bürgergasse, aus denen später das Palais Trauttmansdorff entstand, im Besitz einer Trauttmansdorfferin. Das zweite wurde schließlich 1614 von Sigmund Friedrich von Trauttmansdorff erworben. Er war es auch, der von 1615 bis 1620 dafür sorgte, dass die beiden Häuser zu einem Stadtpalais zusammengefügt wurden. Nach dem Kauf des Palais Herberstein in der Burggasse durch Graf Alois Trauttmansdorff wurde das Palais Trauttmansdorff das damals größte Grazer Stadtpalais. Die Fassade im Stil der Spätrenaissance erfuhr um 1720 eine Barockisierung. Nach einem Innenumbau 1850 durch den Baumeister Georg Lindner wurde es in weiterer Folge vermietet.
Ein Bombentreffer im Zweiten Weltkrieg zerstörte am 1. November 1944 einen Trakt. Erhalten blieb das Portal und die Madonnenstatue, die in einer Nische angebracht war und von Graf Maximilian Trauttmansdorff in Auftrag gegeben wurde. Sie befindet sich heute in Dornau bei Leobersdorf. Nach dem Verkauf des Palais 1983 begann das Gebäude zu verfallen. Nach einer Renovierung im Jahr 1989, die vom Besitzer, der ÖRAG-Gruppe, in Auftrag gegeben wurde, sind in der Gegenwart die Räumlichkeiten mit Büros und Geschäftslokalen und dem Grazer Kunstverein belegt. Die Urania Steiermark hatte von 1994 bis 2022 ihren Sitz und zehn Unterrichtsräume im östlichen Trakt, dem Altbau mit Zugang von der Burggasse.

## Architektur und Gestaltung
Das Palais (Bürgergasse 5) besteht aus einem dreigeschoßigen Baukörper mit Fassadengliederung und mehreren Innenhöfen aus dem Ende des 17. Jahrhunderts. Der Südtrakt mit einem Innenhof wurde im Zuge von Umbauten in den Jahren 1991 und 1992 durch einen Neubau ersetzt. Neben der mit Laub- und Bandelwerk verzierten Fassade und dem Rustika-Rundbogen-Steinportal ist von der historischen Inneneinrichtung nichts mehr erhalten geblieben.